# A Time to Love and a Time to Die
A Time to Love and a Time to Die és una pel·lícula bèl·lica dramàtica en Eastmancolor CinemaScope dirigida el 1958 per Douglas Sirk i protagonitzada per John Gavin. Està basada en el llibre de l'autor alemany Erich Maria Remarque, basada en el Front Oriental i en l'Alemanya nazi. amb un cop d'ull al conegut de Remarque "Sense novetat al front occidental", aquesta pel·lícula ha estat coneguda com "Sense novetat al front occidental".

## Argument
Ernst Graeber és un soldat alemany estacionat al front oriental durant els darrers dies de la guerra. Se li ordena a ell i als seus companys Steinbrenner i Hirschland a matar civils russos, però en comptes Hirschland se suïcida.
Rep el seu primer permís en dos anys. Ernst torna a casa per trobar el seu poble bombardejat i que els pares se n'han anat. Elizabeth Kruse, filla del metge de la seva mare, li diu que al seu pare de l'ha endut la Gestapo. Els atacs aeris constants interrompen qualsevol moment tranquil mentre Ernst i Elizabeth gaudeixen del seu amor.
Un antic amic, Binding, un ric nazi, dona la benvinguda a Ernst a casa seva i prepara una festa per a la parella que acaben de casar, mentre que un simpàtic professor, Pohlmann, ofereix la seva ajuda en cas que decideixin fugir del país.
Ernst rep l'orde de tornar de nou al front on troba Steinbrenner a punt de disparar civils russos arrestats. Per evitar el seu tret, el mateix Ernst dispara Steinbrenner i els allibera. Un dels presos no commoguts per aquest sentimentalisme recupera el fusell de Steinbrenner i després dispara Graeber. Mor mentre llegeix una carta d'Elizabeth dient-li que espera el seu fill.

## Repartiment
- John Gavin - Ernst Graeber
- Liselotte Pulver - Elizabeth Kruse
- Jock Mahoney - Immerman
- Don DeFore - Hermann Boettcher
- Keenan Wynn - Reuter
- Erich Maria Remarque - Professor Pohlmann
- Dieter Borsche - Capità Rahe
- Barbara Rütting – Dona guerrillera
- Thayer David - Oscar Binding
- Charles Régnier - Joseph
- Dorothea Wieck - Frau Lieser
- Kurt Meisel - Heini
- Agnes Windeck - Frau Witte
- Clancy Cooper - Sauer
- John van Dreelen – Funcionari polític
- Klaus Kinski – Tinent de la Gestapo
- Alice Treff - Frau Langer
- Alexander Engel - Mad Air Raid Warden
- Jim Hutton – Hirschland
- Bengt Lindström - Steinbrenner

## Producció
Remarque va trobar Sirk en 1954 i l'escriptor va persuadir el director d'adaptar la seva pròpia novel·la a la pantalla. (("Vaig trobar-hi un home extraordinàriament comprensiu i capaç", va dir Remarque. "Sabia què volia fer amb el meu llibre") El propi fill de Sirk, l'actor Klaus Detlef Sierck (1925-1944) va morir a Ucraïna com a soldat a la Panzergrenadier Division Großdeutschland quan tenia 18 anys.
Universal va decidir contractor dos actors desconeguts. Com a executiu de l'estudi, Al Daff va dir:
| « | Podríem haver-hi posat dos actors coneguts i procedir sobre la base de fer un vehicle per a una estrella. O podríem, si decidíssim, argumentar la història per inevitabilitat i posar al capdavant dels papers actors amb talent, artistes nous que no haurien de superar la discapacitat d'identificació de la personalitat i podrien ser acceptats com al jove oficial nazi i la seva estimada. | » |

Aleshores Ann Harding fou seleccionada per interpretar el paper.
El rodatge es va dur a terme a Berlín Occidental, on Sirk havia volat més de vint anys abans i a la zona d'entrenament de l'Exèrcit dels Estats Units a Europa a Grafenwöhr. Els interiors van ser rodats als estudis Spandau de CCC Film a Berlín. El muntatge de la pel·lícula va ser dissenyat pels directors artístics Alexander Golitzen i Alfred Sweeney. Gavin estava acompanyat per la seva esposa amb qui s'acabava de casar i van utilitzar la pel·lícula com a oportunitat per a la lluna de mel.
Universal va enviar una prova de pantalla de Gavin a la crítica com avenç de la seva pel·lícula. Hedda Hopper va veure una vista prèvia i va predir que Gavin "prendrà el públic amb força i també ho farà la imatge, que també hauria de situar el seu coprotagonista, Lilo Pulver, entre els deu primers".

## Recepció
Los Angeles Times va dir que la pel·lícula no era tan bona com Res de nou al front de l'oest però era "viva, a vegades brutalment impactant i, menys sovint, emocionant."
La pel·lícula és reconeguda per l'American Film Institute en aquestes llistes:
- 2002: AFI's 100 Years...100 Passions – Nominada[11]

## Premis
Nominats
- Oscar: Oscar al millor so (Leslie I. Carey) (1959)[12]
- 8è Festival Internacional de Cinema de Berlín: Os d'Or (1958)[13]